# Burn My Paradise
Burn My Paradise (la abreviatura común del nombre es BMP) es un grupo musical de post-hardcore de Murcia, España cuya marca discográfica era La Fábrica Records, situada en la Puente Tocinos. Burn My Paradise era especialmente conocido en el panorama musical murciano por su insólita mezcla de estilos musicales como el Punk Rock y el Post-Hardcore. Formaron parte de una de las escenas musicales más importantes de todo el ámbito regional, ofreciendo distintos conciertos en varios puntos de la Región de Murcia.

## Inicios
Burn My Paradise se fundó en septiembre de 2009 por cinco jóvenes que compartían estudios en el instituto y afición por la música. Pronto, los integrantes de la recién creada banda comenzaron a ensayar "covers" de diversos grupos famosos, los cuales fueron la referencia del grupo en sus inicios: Green Day, We Came As Romans, A Day To Remember, etcétera. En sus comienzos, la banda compuso varios temas, los cuales se integraron dos años más tarde en lo que fue el primer EP de BMP: Fallen Feelings, grabado bajo el sello discográfico murciano de La Fábrica Records. Estos trabajos fusionaban principalmente los géneros del Punk Rock y el Post-Hardcore con ciertas reminiscencias de Punk Pop y Metalcore, lo cual convertía al grupo en uno de los pioneros del género en la escena murciana. 

## Presentación de Fallen Feelings
Tras finalizar la grabación de su primer EP, Burn My Paradise ofreció una serie de conciertos por múltiples puntos de la geografía murciana como Guadalupe, Puente Tocinos o Murcia, culminando la presentación de su trabajo en un concierto ofrecido en La Puerta Falsa el día 22 de junio de 2012, a escasos metros de la Universidad de Murcia, ante 150 seguidores. Tras ofrecer esta serie de actuaciones en directo, la agrupación musical decidió tomarse unos meses de descanso hasta que, a finales de 2012 volvieron a los escenarios realizando actuaciones en acústico. Ya en febrero de 2013, la agrupación musical tuvo la oportunidad de actuar en colaboración con el Ayuntamiento de Murcia y el Centro Juvenil "La Nave", junto a otras jóvenes bandas que trataban de abrirse camino en la escena local como Blind Sight.

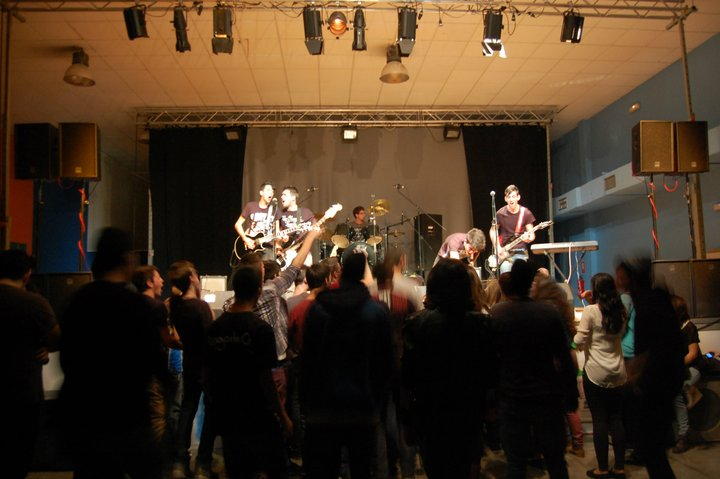
BMP actuando en La Nave en febrero de 2013

En mayo de ese mismo año, Burn My Paradise dio un salto cualitativo importante en su corta pero intensa carrera musical, pues fueron contratados para actuar junto a Retrace The Lines, uno de los principales exponentes del Post-Hardcore en la zona de Valencia y en toda España

## Separación de la banda
Tras la realización de este concierto, el grupo decide separarse de forma indefinida con el fin de desarrollar otros proyectos, no sin antes aclarar que no es una escisión definitiva y que no descartaban volver a reunirse en un futuro. A modo de despedida, Burn My Paradise ofreció un último concierto ante una buena cantidad de espectadores, tocando temas que les habían acompañado durante cerca de cuatro años sobre los escenarios. Algunos de sus integrantes continuaron vinculados a la escena murciana, pues Berto y Toni recalaron en la banda de rock Código G, la cual se disolvió a comienzos de 2014.

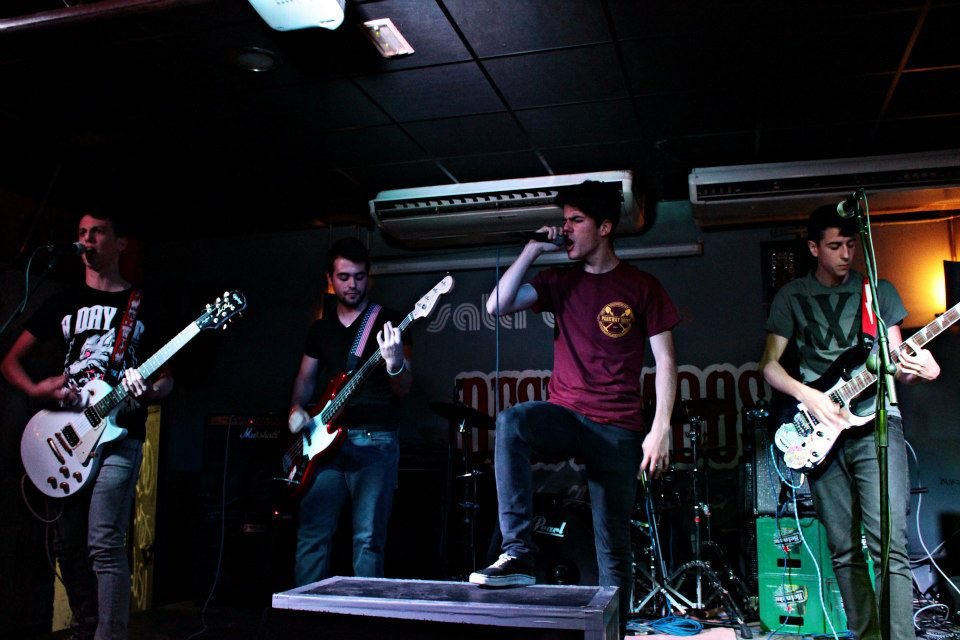
BMP en mayo de 2013

## Presencia en las redes sociales
Durante su andadura por los escenarios, Burn My Paradise usó distintas redes sociales como Tuenti o Twitter para informar a sus seguidores sobre noticias relacionadas con la banda, fechas de conciertos, publicaciones de temas, recomendaciones o para simplemente estar en contacto con los mismos. Su perfil de Twitter sigue activo en la actualidad. El logo de la banda fue realizado por el estudio gráfico Hot Diseños.